# Zębiełek arabski
Zębiełek arabski (Crocidura arabica) – gatunek ssaka z rodziny ryjówkowatych (Soricidae). Występuje w południowej części Półwyspu Arabskiego w Jemenie i Omanie (w tym eksklawie Musandam). Zamieszkuje nadmorskie niziny. Wcześniej traktowany jako podgatunek zębiełka karliczka lub zębiełka myszatego.